# Give Me Fire
Give Me Fire är det svenska rockbandet Mando Diaos femte studioalbum, utgivet 12 februari 2009. Första singeln "Dance with Somebody" släpptes två månader tidigare, den 12 december 2008. Skivan producerades av Mando Diao med hjälp av The Salazar Brothers. Mastering gjorde Mats 'Limpan' Lindfors på Cutting Room i Stockholm.
I maj 2011 albumet fick Mando Diao en platinaskiva för albumet i Tyskland.

## Låtlista
1. "Blue Lining White Trenchcoat" - 4:02
2. "Dance with Somebody" - 5:18
3. "Gloria" - 4:17
4. "High Heels" - 3:48
5. "Mean Street" - 4:32
6. "Maybe Just Sad" - 4:05
7. "A Decent Life" - 1:45
8. "Give Me Fire" - 4:01
9. "Crystal" - 6:11
10. "Come On Come On" - 4:13
11. "Go Out Tonight" - 4:53
12. "You Got Nothing On Me" - 5:07
13. "The Shining" - 19:22

## Listplaceringar
| Lista (2009-2010) | Topplacering |
| ----------------- | ------------ |
| Schweiz           | 1            |
| Nederländerna     | 38           |
| Sverige           | 2            |
| Österrike         | 1            |